# 病人安全
病人安全，又稱為患者安全或病患安全，是醫療保健領域的一門新興學科，側重於醫療事故的報告、分析和預防。直到二十世紀90年代，當許多國家和地區報告數量驚人的，受到醫療事故傷害的病人的時候，當時人們並不太瞭解可避免的醫療事故的發生頻率和數量。全球每10位病人，就有一個受到醫療事故的影響，WHO於是才將病人安全稱為一種地方性問題（endemic concern）。的確，病人安全已經成為一門獨特的醫療保健學科，得到一種尚不成熟但卻正在發展之中的科學框架的支持。目前，存在著大量跨學科的理論與研究文獻，充實著病人安全這一學科，而由此所獲得的病人安全知識也不斷地在為改進工作提供著資訊：運用從商業和工業領域習得的經驗教訓，採用創新性技術，對醫療保健服務提供者和消費者進行教育培訓，增強差錯報告系統以及建立新的經濟激勵機制。這一病人安全頁面旨在提供一個循證的，受到同行審核的論壇，供人們學習有關醫療事故的當代知識。

## 醫療事故的普遍性

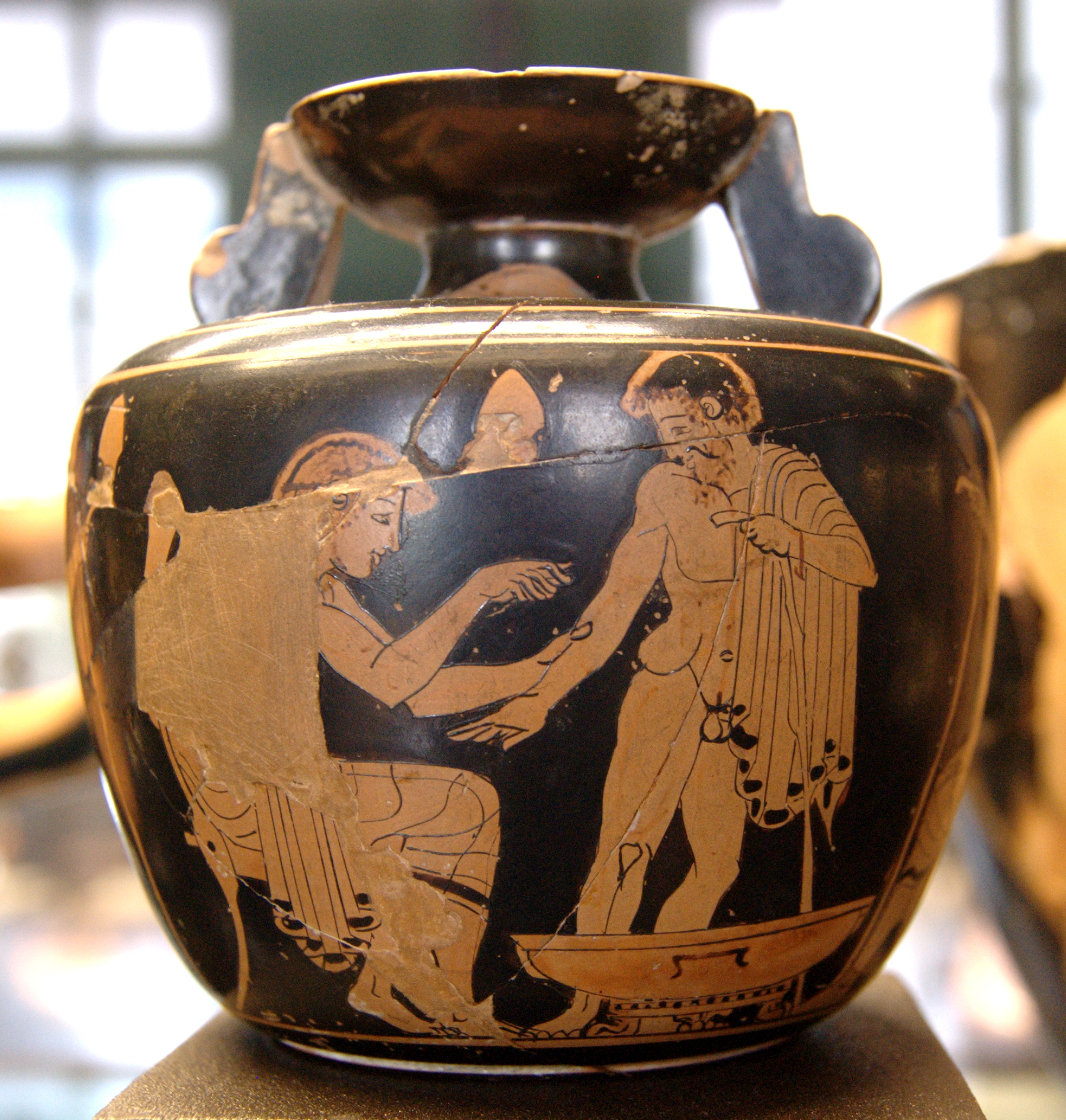
正在治療一位病人的希臘醫師 西元前 480-470 年 (羅浮宮博物館, 巴黎, 法國)

早在千年之前，希波克拉底就認識到了治病者的善意行為造成傷害的可能。西元前4世紀，希臘的醫生們起草了希波克拉底宣言（英文：Hippocratic Oath），發誓“余願盡餘之能力與判斷力之所及，遵守為病家謀福之信條，並檢束一切墮落及害人之敗行，余必不得將危害藥品給予他人”。自此，“首要不要傷害病人”（primum non nocere）之訓誡變成了當代醫學的核心戒律。然而，在十九世紀晚期，儘管醫學在歐洲和美國得到了日益的重視，但卻很難獲得有關不良結局的資料資料，且所進行的各種研究工作收集的大多數都是奇聞軼事性的事件。
1982年4月，美國廣播公司（縮寫：ABC）20/20新聞雜誌欄目題為The Deep Sleep（中文：深睡）的電視節目震驚了美國公眾和醫學領域的麻醉學專業。在描述麻醉事故緣由的時候，節目製作人宣稱，每年有6,000名美國人死於或遭受與這些差錯有關的腦損傷。
1983年，英國皇家醫學會與哈佛醫學院聯合主辦了一次麻醉死亡與損傷方面的研討會，並最後達成了一份旨在共用統計資料和開展研究的協定。
1984年，美國麻醉師協會（英文：American Society of Anesthesiologists，ASA）建立了麻醉病人安全基金（英文：Anesthesia Patient Safety Foundation，APSF）。APSF率先在專業性審核組織的名稱之中用到了術語“病人安全”。儘管麻醉師僅占美國國內醫師總數的5%，但麻醉學卻變成了率先著手解決病人安全問題的醫學專業。澳大利亞的情況與此類似。澳大利亞病人安全基金會（Australian Patient Safety Foundation）成立於1989年，旨在監視麻醉差錯。隨著醫療差錯危機的等級變得為人所知，這兩個組織也迅速得到了發展。

### 人非聖賢，孰能無過
在美國，醫療保健領域當中各種差錯的整個數量和影響一直並未得到認識，直到二十世紀90年代，幾份報告才引起了人們對這一問題的關注。1999年，美國國家科學院國立醫學研究院（英文：Institute of Medicine，IOM）發佈了一份報告，題為《To Err is Human: Building a Safer Health System》（人非聖賢，孰能無過：構建更加安全的衛生體制）。IOM呼籲廣泛開展一項全國性的工作，從而包括建立一個病人安全中心（英文：Center for Patient Safety），擴大對於不良事件的報告，在醫療保健組織內建立安全計畫，以及獲得管理者、醫療保健服務購買方和專業協會的關注。然而，媒體的大多數注意力側重的是那些驚人的統計數字：每年因為醫療差錯所造成的44,000～98,000人的可預防性死亡，且其中7,000例的可預防性死亡僅僅與用藥差錯有關。在該報告發佈後的兩個星期之內，美國國會召開了若干的聽證會，且美國總統克林頓還下令對實施該報告建議的可行性進行一次政府級的研究。對於IOM的這些估計數位當中所採用的方法學的最初批評意見 ，側重於那些把試點研究工作之中所得到的較小的事故數量擴大到整個人群的統計方法。不過，後續的報告則強調了醫療差錯所帶來的驚人的發生率和後果。2004年7月，一家主要的醫療保健服務等級評定組織Healthgrades公佈了一項研究Patient Safety in American Hospitals（美國醫院之中的病人安全）的情況。該研究總結認為，2000～2002年期間，發生了超過100萬個與Medicare（醫療保障）住院活動相關聯的不良事件，從而造成美國醫院當中每年出現多達195,000例意外死亡。
其他國家也有類似的經驗。 
- 澳大利亞的一項開創性研究經過十年時間的探索發現，每年因為醫療差錯而死亡者達18,000人[16]。作為此項研究工作的作者之一，自澳大利亞病人安全基金會（Australian Patient Safety Foundation）1989年成立以來，Bill Runciman教授一直擔任著該基金會的董事長。他在報告中稱，自己也是某次給藥差錯的受害者[17]。
- 2000年6月，英國衛生部專家組（英文：Department of Health Expert Group）估計每年在英國，會有超過850,000起事故傷及NHS醫院病人。在每個NHS醫療機構當中，每年平均會有40起事故造成病人死亡[18]。
- 2004年，加拿大不良事件研究（英文：Canadian Adverse Events Study）項目發現，在超過7%的醫院住院治療過程中發生過不良事件，並估計每年有9,000～24,000名加拿大人死於可以避免的醫療差錯[19]。
- 根據上述報告以及其他來自新西蘭[20]、丹麥[21]和發展中國家[22]的報告，WHO估計十個人中就會有一位遭受可以預防的傷害[23]。

## 醫療差錯的原因
醫療保健差錯最簡單的定義就是：醫療保健活動的一種可以預防的不良作用，無論其是否顯著或者是否對病人有害。美國國立醫學研究院（IOM）與HealthGrades組織報告的保守平均值表明，在美國，1996～2006年期間，發生了400,000～1200,000例醫療事故導致的死亡。這些死亡事故部分歸咎於：
人員因素
- 醫務人員培訓和經驗方面的差異[26][27]、疲勞[28][29][30]、抑鬱和筋疲力盡[31]。
- 形形色色的病人、陌生的環境設施、時間上的壓力。
- 沒有認識到醫療差錯的普遍性和嚴重性[32][33]。

醫學的複雜性
- 精密複雜的技術方法、效力強勁的藥物。
- 密集的醫療護理工作、住院日的延長。

系統故障/失效
- 溝通交流不良；醫師、護士及其他照護服務提供者的許可權模糊不清[27]
- 併發症隨著病人與護理人員比率的增加而增多[34]。
- 同一家醫院內部的不同報告系統之間彼此互不相連：在這些條塊分割、支離破碎的系統之中，對於眾多病人的交接工作造成協調的缺乏和差錯的發生[35]。
- 藥物的模樣相似或藥物名稱的發音相仿[36]。
- 以為本機構內的其他團隊正在採取行動的印象。
- 為預防差錯的發生而一味地信賴自動化系統[37]。
- 用來共用有關差錯預防分析（分析促進因素和改進策略）的資訊的系統不夠充分[38]。
- 醫院針對費用償付的減少而採取的成本削減措施[39]。
- 環境和設計因素。在急救工作中，可能會在非常不適於安全監控的區域開展對病人的醫療護理工作。AIA已經確定出了有關醫療保健設施安全設計與建造的若干問題[40]。
- 基礎設施不足。據WHO稱，在發展中國家，有50%的醫療設備因為缺乏技術嫺熟的操作人員或缺少零配件，從而僅僅在部分地發揮作用。結果，也就無法進行相應的診斷操作、治療或處理，導致治療處理工作不合乎標準[23]。

聯合委員會（英文：Joint Commission）的《2007年品質與安全年度報告》（Annual Report on Quality and Safety 2007） 發現，醫療保健服務提供者之間，或者服務提供者與病人及其家屬之間溝通交流的不足，乃是通過認可的醫院當中半數以上嚴重不良事件的根本原因。其他的主要原因還包括對於病人狀況沒有充分評估，以及領導能力不佳或培訓不足。
對於不良事件的常見誤解包括：
- “害群之馬”或不能勝任本職的醫務人員是一個常見原因。（儘管人為差錯通常是始發事件，但為傷害事件放行或使其雪上加霜的卻始終是存在缺陷的醫療護理服務過程，而後者才是改進工作的關注焦點[25]）
- 大多數可以避免的不良事件歸咎于高風險的醫療操作項目或醫學專業。（儘管諸如手術之中的一些錯誤隱瞞起來比較困難，但醫療保健活動的所有層次之上都會發生差錯[25]。即使複雜醫療操作項目勢必帶有更高的風險，但不良的結局並非常常是因為錯誤而造成的，而常常是因為當時所醫治疾病的嚴重程度。）[27][42]。不過，美國藥典報告稱，手術操作過程中發生的用藥錯誤對病人造成傷害的可能性，三倍於其他類型醫院醫療護理工作中發生的差錯[35]。）
- 當病人在醫療護理過程中經歷了一起不良事件的時候，也就說明已經發生了一起差錯。（大多數的醫療護理工作都勢必帶有一定程度的風險，而根據病人的基礎疾病狀況或其所接受的治療處理本身而言，不良反應卻可能是併發症、副作用，甚至是無法預見的情況[43]。）

## 病人安全领域的首倡活动

### 工业领域的安全方案
航空安全
在美國，有兩家組織機構對世界上最低的航空事故率發揮著積極作用。 國家運輸安全委員會（英文：National Transportation Safety Board）負責進行強制性的事故調查，而ASPS（英文：Aviation Safety Reporting System）則用於接受自願型報告，以便識別和確定缺陷，並為改進工作的規劃提供資料資料。ASPS系統是保密的，並在不會採取任何行政管理措施的情況下，向利益相關方回饋報告。人們還已經注意到了醫學與航空領域“安全文化”之間的相似之處和反差。飛行員和醫務人員都工作在錯綜複雜的環境之中，與技術打交道，且易於遭受疲勞、緊張和危險的侵擾，以及因為差錯而喪失性命和尊嚴。如果在事故預防方面能夠像航空領域那樣備有令人羡慕的飛行記錄，與其類似的醫學不良事件系統之中也就會包括強制性的（針對嚴重事故）和自願性的非懲罰性報告、團隊協作培訓、績效回饋以及組織機構對於資料獲取和分析工作的義務。病人安全報告系統(英文：Patient Safety Reporting System，PSRS)在航空安全報告系統基礎之上建模出來的應用程式，是由美國退伍軍人事務部（英文：Department of Veterans Affairs，VA）與美國國家航空航天局（英文：National Aeronautics and Space Administration，NASA）聯合開發的，旨在借助於自願性的保密報告來監控病人安全。
近似差错报告
近似差錯（英文：near miss），又稱為跡近錯失、跡近錯誤、幾近錯誤、幾近錯失，甚至稱為未遂過失、未遂事故、虛驚事件或險失，在醫學領域，是指在醫療保健服務的過程中，意外發生了錯誤或不良事件，通過有意或無意的干預，並沒有對病人造成損害，疾病或造成其他損失，但是事實上卻存在這種可能。在航空界，觀察員對於近似差錯的報告乃是一項成熟的差錯減少技術。目前，這項技術已經拓展到了私營行業、交通安全以及火災救援服務部門，並且實現了事故和傷亡的減少。作為美國圍手術期註冊護師的一家專業組織，AORN已經實施了一個自願性近似差錯報告系統（SafetyNet）。該系統涵蓋的問題包括藥物或輸液（輸血）反應、溝通或知情同意問題、病人或操作專案錯誤、通訊故障或技術故障。對於各種意外事件和事故的分析使AORN能夠向其會員發送安全警示資訊。
工业安全模型的局限性
随着安全方面改进工作的开展，有可能会出现非故意型后果。在医疗保健领域，在没有采取其他方式来负面影响医疗护理工作的情况下，是不可能最大限度地达到安全目标的。这样的一个例子就是输血；近年来，为了在血液供应过程中减少传播传染性疾病的风险，那些感染概率即使很小的献血者也已被排除在外。其结果就是，此后其他救治目的的血液供应一直都严重短缺，从而对病人的医疗护理工作造成了广泛的影响。高可靠性理论与常态意外理论的运用，可以有助于预测实施安全措施的组织机构结果。

### 医疗保健技术
概述
根據RAND Health所進行的一項研究顯示，如果健康資訊技術（英文：health information technology，HIT）得到廣泛採用，美國的醫療保健體系每年就可能節省810億美元，並減少不良醫療保健事件以及改善醫療護理品質。雖然病人將會受益于健康狀況的改善，支付方也會受益于成本費用的下降，但廣泛採用這種技術的最為直接的障礙就是成本。不過，醫院則會支付更多的實施成本，同時也可能因為住院日的縮短而收入減少（取決於費用償付方案）。技術創新在帶來效益的同時，還會造成嚴重的問題，引入新的，前所未有的差錯類型。

#### 医疗保健技术的类型
根據IOM (2000年)的報告顯示，手寫報告或記錄、手工醫囑錄入、非標準縮略語以及字體潦草難辨，造成了大量的差錯和損傷。IOM的跟蹤報告《跨越品質鴻溝：二十一世紀嶄新的衛生體系》（英文：Crossing the Quality Chasm: A New Health System for the 21st Century）建議，迅速採用電子病歷（英文：electronic patient records，EMR）、電子處方（英文：electronic medication ordering），並且利用基於電腦和國際互聯網的資訊系統來支援臨床決策。當前這一小節僅僅包含的是HIT的那些與病人安全相關的方面。

##### 电子健康档案
電子健康檔案（英文：Electronic health record，EHR），過去曾被稱為電子病歷，能夠減少幾種類型的差錯，包括那些與處方藥物、預防性醫療護理服務以及實驗室檢驗專案和操作項目有關的差錯。現代EHR的重要特徵包括自動檢查核對藥物－藥物/藥物－食物相互作用和過敏反應、標準的藥物劑量和病人教育資訊。同時，此類系統還會不斷提供警示資訊，從而提醒臨床醫生注意預防性醫療護理的時間間隔以及追蹤轉診情況和化驗結果。實踐證明，在醫治病人的過程中，能夠在電子健康檔案之內獲得和使用疾病管理方面的臨床診療指南，會帶來一定的好處。衛生資訊學方面的種種進展以及互操作性電子健康檔案的廣泛採用，將有望使我們能夠在任何的醫療保健服務地點訪問和使用某個病人的病歷。英國最近的調查工作顯示，醫師們在對於政府批准的軟體的理解方面還存在著若干缺陷。

##### 電腦化醫囑錄入
在醫院裏，可預防性差錯最大的明確來源就是處方錯誤(IOM, 2000; 2007)。IOM (2006年)估計，平均來說，每個住院病人每天會遭遇一項用藥差錯。電腦化醫囑錄入（英文：Computerized provider order entry，簡稱為：CPOE；過去又稱為computer physician order entry）總體上可減少80%的用藥差錯，而更為重要的是可以減少55%對於病人的傷害。Leapfrog (2004年)的一項調查顯示，預計16%的美國門診、醫院和醫療執業機構會在兩年內採用CPOE。
全面的安全用药系统（英文：Complete Safety Medication System）
在藥品調劑方面，標準化的條碼系統可能會防止25%的藥物差錯。儘管有減少用藥差錯的充足證據，但是在美國國內，與之形成競爭的藥物投送系統（英文：medication delviery systems）（Barcoding與電子處方）還是減緩了醫生和醫院對於這項技術的採用進程，因為擔心與未來國家標準之間的互操作性和遵從性。此類擔心並非沒有道理；醫療保障Medicare Part D在電子處方方面的標準就與美國許多州的法律規章相衝突。

#### 技术性医源疾病
在醫療護理系統（英文：care delivery systems）當中，技術造成的差錯數量相當大，且還在日益變得更加顯著。對於醫療保健及資訊技術專業人員來說，這些與HIT實施工作相關聯的嚴重問題近來已經確實成為一個問題。同樣，術語“技術性醫源疾病”（英文：Technological Iatrogenesis）描述的就是這種新的一類不良事件；此類事件乃是技術革新帶來的各種系統和微系統擾動所造成的新發屬性。醫療保健系統錯綜複雜而又具有適應性，而這就意味著許多的網路和聯繫同時發揮作用，從而產生出特定的結果。當這些系統面臨新技術擴散所造成的壓力增大的時候，往往就會造成新的，不為人所熟悉的過程錯誤。如果這些差錯得不到認識，隨著時間的流逝，這些新的錯誤就可能共同導致災難性的系統失效或者說系統故障。術語“電子型醫源疾病”（英文：e-iatrogenesis）可用來描述局部錯誤表現。這些差錯的來源包括：
- 处方开立者和工作人员经验缺乏可能会导致某种虚假的安全感；当技术方面提出某种行动路线的时候，错误就会得以避免。
- 快捷方式或默认选项可能会无视/越权控制那些适合于老年人或重量不足病人的非标准用药制度，从而导致中毒剂量的使用。
- 在84%参加美国药典所主持的监测系统的500多家医疗保健设施当中，CPOE和自动化药物调剂均被确定为一种差错来源。
- 无关或频繁的警告可能会打断工作流程。

解决办法包括不断地对设计加以变更，以便应对独特的医疗环境；对自动化系统的越权控制加以监督；以及对所有用户加以培训（和重新培训）。

### 實證医学

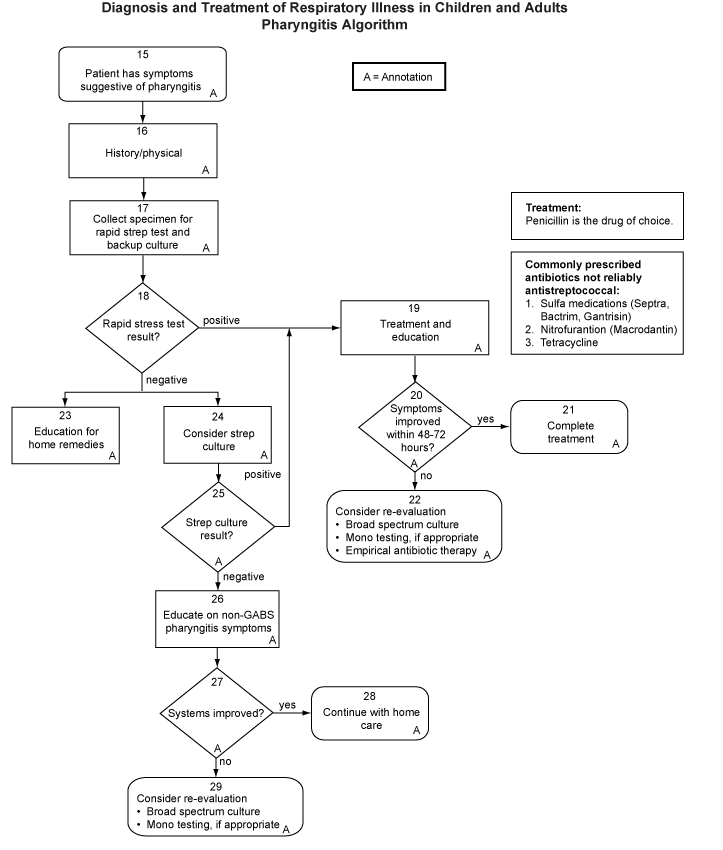
美國國家診療指南交換中心（National Guideline Clearinghouse，NGC） [http://www.guideline.gov/summary/summary.aspx?doc_id=8170&mode=full&ss=14 "急性咽炎演算法"

實證醫學(英文：Evidence-based medicine，EBM；又稱為：基於證據的醫學、證據醫學、循證醫學)旨在將具體某位醫生對於某個特定病人的檢查和診斷技能，與現有最佳的醫學研究證據結合起來。醫生的專業知識和經驗不但包括診斷技能以及對於具體病人的權利的考慮，還包括針對其診療活動作出決策的偏好情況。臨床醫生利用合適的，關於各種診斷試驗的準確性以及關於治療、康復和預防手段的效能和安全性的臨床研究成果，來制定具體的診療計畫。在過去的幾年當中，適合於特定疾病的循證建議（evidence-based recommendations），即所謂的臨床執業指南(英文：medical guideline，clinical practice guidelines)或者說“最佳方法（英文：best practices）”，已經出現了加速發展。在美國，人們已經制定出了1,700多項診療指南（參見右側的示例圖像），作為醫師們應用于具體病人表現的一種資源。在英國，
國家健康照護卓越研究院（NICE）針對具體的疾病，為醫療保健專業人員以及公眾提供著詳盡的“臨床指南（英文：clinical guidance）”。
优点：
1. 循证医学可以减少不良事件，尤其是涉及到错误诊断、过时或带有风险的试验项目或操作项目，或者药物滥用的那些不良事件。
2. 临床诊疗指南为改善临床医生、病人以及医疗保健服务非医疗（机构）购方之间的沟通交流提供了一种共同框架。
3. 協調一致的診療計畫將會減少與換班（班次更迭）或多位專科醫師（多專業）協作相關的差錯。
4. 有關治療處理和服務活動之臨床效率的資訊可以有助於醫療保健服務的提供方、消費者和購買方更好地去利用有限的資源。
5. 在医学取得进展的时候，随着诊疗指南的改进，医生和护士们可以跟上新型的试验项目和治疗手段

缺点：
1. 為了削減醫療保健服務的成本費用，受控診療計畫（英文：Managed care plans）可能會試圖限制那些看似“沒有必要的”服務，儘管診療指南顯然並不是為一般篩查而設計的，而是在具體執業醫師評估特定病人時使用的一種決策制定工具。
2. 医学文献在不断发展演变，且常常会存在争议；诊疗指南的制定工作需要达成共识。
3. 诊疗指南的实施以及对整个医疗服务设施内的全体医疗保健服务人员进行教育培训，将会耗费大量的时间和资源（将来效能的提升和差错的减少可能会对此予以补偿）。
4. 临床医生可能会抵制循证医学，将其作为对病人、医生及其他医疗服务专业人员之间传统关系的一种威胁，因为任何的参与者都可能会影响决策。
5. 如果没有遵循诊疗指南，可能会增加责任或者管理机构采取惩戒措施的风险。

### 社區藥學執業實踐方面的品質與安全首倡活動
儘管現有美國的聯邦和州法律法規數量有限，而且還缺少全國性的認可組織，諸如作為醫院的一種品質驅動力的JCAHO，社區藥房執業領域（英文：community pharmacy practice）還是在品質和安全運動方面取得著重要的進展。目前，社區藥房正在採用自動化藥物調劑裝置（機器人）、電腦化藥物利用審核工具，而且最近還能夠接收來自處方開立者的電子處方，從而降低出現差錯的風險，並且提高提供高品質醫療保健服務的可能性。
社區執業領域的品質保證（英文：Quality Assurance，QA）是一個相對較新的概念。截至2006年，美國只有16個州擁有某種形式的，負責管理控制社區藥房執業活動的法律法規。大多數的州級品質保證法規側重於減少差錯，而北卡羅來納州最近則批准了一項法規，要求藥房品質保證計畫之中包括減少差錯的策略以及對其藥學照護結局和藥房服務的品質加以評估。

### 健康素质
健康素質（又稱為健康素養，健康知能）（英文：Health literacy）是一個普通而又嚴重的安全問題。對兩家醫院的2,600名病人進行的研究表明，26%～60%的病人並不能理解用藥醫囑、標準的知情同意書或者基本的醫療保健資料。臨床醫生溝通水準與病人理解能力之間的這種不相匹配就可能造成用藥差錯和不良後果。
美國IOM (2004年)的報告顯示，低水準的健康素質會對醫療保健結局造成負面影響。特別是，這些病人的住院風險更高且住院日更長，更不太可能配合治療處理，更有可能在用藥方面造成差錯，並且當他們尋求就醫的時候會病情更為嚴重。

### 按绩效付费（Pay for performance，P4P）
按績效付費制度（英文：Pay for performance systems）將費用補償與有關工作品質或目標的衡量指標聯繫在一起。截至2005年，75%的美國公司至少將雇員的部分薪酬與績效指標聯繫起來，而在醫療保健領域，則有100多個私營和聯邦試點計畫正在進行之中。現行的醫療保健支付方法實際上可能是在獎勵不大安全的診療活動，因為一些保險公司並不會為那些旨在減少差錯的新做法買單，而醫師和醫院卻可以對病人因錯誤而受到損傷時額外所需的那些服務開出帳單。然而，早期的研究工作表明，對於所花費的金錢來說，品質並沒有得到什麼改進，同時還發現了提示非故意型後果的證據， 比如，當付費與結局改善情況聯繫起來的時候，對於高風險病人的回避。美國國立醫學研究院在其2006年的報告預防用藥差錯（英文：Preventing Medication Errors）之中建議“激勵機制……以便醫院、門診、藥房、保險公司以及廠商的可獲利潤率都以病人安全目標為準繩；......從而加強品質與安全方面的業務案例”。
在国际上，许多国家都对医疗保健按绩效付费方案产生了兴趣，包括英国、美国、澳大利亚, Canada、德国、荷兰以及新西兰。

#### 英国
在英國，國家衛生服務部 (英文：National Health Service，NHS) 在2004年就開始了一項雄心勃勃的關於按績效付費的首倡計畫，稱為品質與結局框架（英文：Quality and Outcomes Framework，QOF）。全科醫師們同意依據146項品質指標來提高現有的收入；這些指標涵蓋10種慢性病的臨床診療服務、診療活動的組織以及病人的體驗。與美國提出的品質激勵方案不同的是，對於初級醫療保健的資金投入水準比過去提高了20%。這使得執業機構能夠為額外的工作人員和技術投入資金；目前，對於大多數的臨床診療活動，90%的全科醫師都採用了電子處方，且多達50%還採用了電子健康檔案。早期的分析顯示，依據醫師們在達到品質績效指標方面的成功業績而大幅度增加其薪酬的做法取得了成功。通過收集近97%的現有地點的資料顯示，參與此項研究工作的8,000名家庭醫生的平均收入為40,000美元以上。
該項計畫的一個稱為例外情況報告的組成部分使得醫師們能夠採用準則來排除參與品質計算，從而決定醫師費用償付的具體病人。最初，人們曾經擔心這種例外情況報告機制也許會造成那些病人遭到有失妥當的排除，從而達不到最終目的（“博弈”）。不過，2008年的一項研究結果表明，並沒有什麼關於這種博弈做法氾濫的證據。

#### 美国
在美國，Medicare（醫療保障）已經在醫生辦公室、門診和醫院方面設有各種各樣的按績效付費首倡計畫，努力改善服務品質和避免不必要的醫療保健費用。醫療保障與醫療救助服務中心 (英文：Centers for Medicare and Medicaid Services，CMS) 目前正在開展幾個對改進工作作出補償的示範專案：
- 對家庭、醫院和醫師辦公室之間對於慢性病患者提供更好的診療協作予以補償。2005年4月，CMS啟動了它的首個基於價值的購買試點專案或者說示範項目，即為期三年時間的Medicare醫師團體執業示範項目【Medicare Physician Group Practice (PGP) Demonstration】[96]。該專案涉及到負責照護200,000 Medicare免費受益人（英文：Medicare fee-for-service beneficiaries）的10家大型的多專業醫師執業機構。參與該專案的執業機構將分階段逐步採用有關預防性保健和糖尿病之類常見慢性病管理方面的若干品質標準。達到這些標準的執業機構將會有資格從病人管理的最終改善所節省的費用當中獲得獎勵。2006年給國會的首次評價報告（First Evaluation Report to Congress）顯示，“這種模式對優質高效提供醫療保健服務進行了獎勵；但是，相對於該示範專案之中的任何支付而言，在新的病例管理系統的投資方面卻缺乏先期支付機制”[97]。

- 如果向CMS報告10項一套的醫院品質指標（英文：hospital quality measures），醫院在每次出院時所獲得支付款額將會增加。到該示範項目的第三年，那些尚未達到品質限值的醫院所獲得的支付款額將會遭到削減。此項研究第二年的初步資料顯示，與對照醫院相比，按績效付費與遵從品質指標方面大約2.5%～4.0%的改善相關[98]。哈佛大學公共衛生學院的Arnold Epstein博士在一篇配套的編者按中評論說，按績效付費“基本上屬於是一項僅僅具有適當增值的社會實驗”[99]。一些公開報告的醫院品質指標的非故意後果已經對病人的診療工作產生了負面影響。如果病人患有肺炎，在急診科要在4個小時之內給予首次劑量的抗生素；這項要求已經造成了肺炎誤診的增多[100]。

- 醫師獎：對於那些在照護Medicare慢性病患者的過程中利用衛生資訊技術來改善健康結局的醫師予以獎勵。
- 制約因素：2006年的稅務減免及醫療保健法案 2006（Tax Relief & Health Care Act of 2006）要求美國HHS監察長研究那些針對“不可饒恕性事件（災難性事件、違規事件；英文：never events）”，向醫院收回Medicare支付款額的方式[101]。這些不可饒恕性事件（災難性事件、違規事件；英文：never events）是由全美品質論壇定義的，其中包括醫院感染[102]。2007年8月，CMS宣佈，它將停止向那些發生幾種導致損傷、疾病或死亡的負面診療後果的醫院支付費用。這項於2008年10月生效的規定，將會針對8種嚴重類型的可預防型事故削減支付給醫院的費用：手術過程中在病人體內遺留物品、輸血反應、氣栓、墜床、縱隔炎、插管造成的泌尿道感染、壓迫潰瘍以及插管造成的膿毒症[103]。“不可饒恕性事件（災難性事件、違規事件；英文：never events）”的報告和醫院績效基準的創建同時也得到強制實施。其他的私營保健服務支付方也在考慮採取類似的舉措；2005年，明尼蘇達州的一家健康保險公司HealthPartners決定不再包括27種類型的“不可饒恕性事件”[104]。病患安全協會（英语：Patient safety organization）已經宣佈，將會與醫院、健康計畫（英文：health plans）以及消費者團體攜手合作，宣導削減“不可饒恕性事件”的費用，並且將會公認那些同意在本醫療設施之中發生嚴重的可以避免的不良事件之時將會採取特定步驟的醫院，包括通知病人和病人安全組織以及免除費用[105]。那些涉及到併發症管理的醫師團體，如美國傳染病協會（英文：Infectious Diseases Society of America）表示反對這些建議，認為“即使運用了所有已知用來避免感染的循證方法(evidence-based practices),某些病人還是會發生感染”，而且懲罰性的反應可能會阻礙進一步的研究工作，減緩早已取得的巨大改進[106]。

#### 复杂疾病
按績效付費方案往往針對的是那些患有嚴重複雜疾病的病人；此類病人通常與多個醫療保健服務提供方和設施之間進行著接觸。然而，當前正在進行之中的試點方案卻集中關注的是簡單的指標，如實驗室價值或急救服務利用情況的改善，而同時回避了那些複雜的方面，如多重併發症或者不止一位主治專科醫師。2007年對Medicare受益人醫療保健就診情況進行分析的一項研究顯示，從中位數來說，為同一位元病人提供診療服務的有兩位元初級保健醫師和五位專科醫師。因而，這些作者懷疑，按績效付費制度是否真的能夠準確地認定此類病人診療結局的責任。美國醫師倫理學會（英文：American College of Physicians Ethics）聲稱，對採用有限的一套臨床執業參數來評估品質的做法表示擔心，“尤其是如果將這種按優秀績效付費的模式移植到現行的付費制度之上，而其又並不鼓勵穩健的全面診療活動......患有多重慢性疾病的老年人尤其易於遭受強效激勵機制的這種多餘效應的影響”。當前的按績效付費制度是依據特定的臨床測量指標來衡量優秀績效的，如糖尿病病人的糖化血紅蛋白。因而，按照此類準則接受監控的醫療保健服務提供方的一種強烈動機就是，剔除（排除或拒絕接收）那些結局指標低於品質標準，從而影響該服務提供方評估成績的病人。努力尋求績效指標得以改善的服務提供方還可能會排斥那些健康素質低下、因財力不足而承受不起昂貴藥物或治療處理的病人以及那些傳統上遭受醫療保健不平等待遇的種族群體。

### 公共报告

#### 强制报告
丹麦
丹麥病人安全法案（英文：Danish Act on Patient Safety）於2003年6月獲得議會通過，從而丹麥於2004年1月1日成為第一個在全國範圍內採用強制報告的國家。該法案強制要求一線工作人員向全國報告系統上報不良事件。醫院所有者有責任依據這些報告採取行動，而國家健康委員會（英文：National Board of Health）則有責任在全國範圍內傳達這些經驗教訓。該報告系統純粹旨在用於經驗教訓的學習，而一線工作人員則不能因為報告而受到懲罰。丹麥病人安全法案第6節（截至2007年1月1日：丹麥健康法案第201節）對此進行了闡述：“報告不良事件的一線工作人員不能因為該報告而受到雇主、健康委員會或法庭的進行調查或懲罰措施”。國家健康委員會的一份出版物對該報告系統以及丹麥病人安全資料庫（英文：Danish Patient Safety Database）進行了更為詳細的描述。
英国
全国病人安全管理署（National Patient Safety Agency）鼓励自愿报告医疗保健差错，但同时也设有几种称为“秘密征询（英文：Confidential Enquiries）”的特例，会常规启动相应的调查：产妇或婴儿死亡、16岁以下儿童的死亡、精神疾病患者的死亡以及围手术期死亡和意外医疗死亡。此时将会向所涉及的临床医生请求病历资料和问卷调查，而参与度也一直不低，因为具体的个人细节是保密的。
美国
1999年美國國立醫學研究院的報告建議了“一個全國範圍的強制報告系統（強制報告制度；英文：mandatory reporting system）......規定......由州政府負責採集那些造成死亡或嚴重傷害的不良事件的標準化資訊，導致死亡或嚴重傷害”。麻醉病人安全基金會（Anesthesia Patient Safety Foundation）之類的專業組織則做出的是負面的反應，他們認為：“一般來說，強制性報告系統是在鼓勵那些玩數位遊戲的個人和機構。如果此類報告工作變成與懲罰性措施或不當的公開透露聯繫在一起，那麼就存在驅使報告工作成為‘地下活動’以及強化緘默與責備氛圍的高度危險，而許多人都認為此類氛圍正是醫療差錯問題的核心所在......”。
到2005年為止，儘管已有23個州建立了對於嚴重病人損傷的強制報告系統，IOM報告之中所預想的全國資料庫還是被關於強制還是自願報告的爭論所耽擱。最終在2005年，美國國會還是通過了長期備受爭論的病人安全與品質改進法案（Patient Safety and Quality Improvement Act），並建立一個聯邦報告資料庫。醫院對於嚴重病人傷害事件的報告屬於自願性，並在遵循有關分析差錯和建議改進措施的合約的情況下，由病人安全組織負責收集此類報告。聯邦政府則負責協調資料獲取工作和維護上述的全國資料庫。這些報告將維持保密狀態，且不能用於責任案件。消費者團體則已經對缺乏透明的情況提出了反對意見，聲稱其否認那些有關特定醫院安全性的公開信息。

#### 自愿透露
在若干的公眾調查當中，顯然絕大多數被調查者認為應當要求醫療保健服務提供方公開報告所有嚴重的醫療差錯。然而，對於醫學文獻的回顧表明，公開報告的關於病人安全或診療服務品質的績效資料並沒有什麼作用。對於具體的服務提供方或醫院品質的公開報告，似乎並不影響對於醫院和具體的服務提供方的選擇。一些研究結果表明，績效資料的報告會刺激醫院內的品質改進活動。

##### 美国

###### 医疗差错
医疗保健组织认可联合委员会（JCAHO）、美国医学会（英文：American Medical Association，AMA）伦理与司法事务委员会（英文：Council on Ethical and Judicial Affairs）以及美国医师协会（英文：American College of Physicians）伦理学手册（Ethics Manual）的伦理标准全都要求透露那些最为严重的不良事件。然而，在當前的制度下，由於擔心面臨醫療失當訴訟，許多醫生和醫院並不會報告他們的差錯；這種情況阻礙了對於發現和糾正導致過失的條件時所需的那些資訊的採集工作。截至2008年，美國有35個州都擁有成文法律，允許醫生和醫療保健服務提供方道歉和表達遺憾，而他們的話語並不會在法庭上作為不利於他們的證據；另外，還有7個州已經通過了法律，強制要求向病人和家庭書面透露不良事件和不良結局。2005年9月，美國參議員Clinton和Obama提出了全國醫療差錯透露與補償法案（英文：National Medical Error Disclosure and Compensation Bill，MEDiC Bill），作為一項旨在告知和補償醫療差錯受害者的計畫的組成部分，為醫師提供免于問責的保護和一種安全的透露環境。現在，迅速地透露醫療差錯，並表示道歉和提供補償，已經成為幾所學術性醫學中心的政策，包括約翰霍普金斯大學、伊利諾伊大學和斯坦福大學。這項全國性的首倡計畫，希望恢復與病人之間接觸的完整性，更便於從過失當中吸取教訓，並避免令人惱火的訴訟案件。此項倡議效仿的是密歇根大學醫院系統計畫；後者已經將針對該醫院的訴訟案件的數量減少了75%，並且還降低了平均的訴訟費用。退伍軍人健康管理局（英文：Veterans Health Administration）要求向病人透露所有的不良事件，即使是那些並不明顯的不良事件。然而，截至2008年，這些首倡活動之中僅僅包括的是那些自我投保的醫院和自己雇傭工作人員的醫院，因而限制了參與方的數量。

###### 绩效
2008年4月，消費者、雇主和勞工組織宣佈了一項與主要醫師組織和健康保險公司之間達成的，有關用於衡量和報告品質和成本費用方面醫生績效的基本原則的協議。

##### 英国
在英國，告密（英文：whistleblowing）作為一種通過鼓勵雇員關注存在缺陷的服務來保護病人的方式，已經獲得充分公認和政府認可。鼓勵衛生主管機構實施地方性的政策來保護告密者

### 病人安全方面的研究工作
目前，眾多的組織機構、政府部門和私營公司都在開展著研究工作，旨在對美國以及全球範圍內病人安全的總體健康狀況加以調查研究。儘管有關美國醫院內可預防型死亡的統計數字令人震驚並且得到廣泛傳播，但美國健康照護研究及品質機構 (英文：Agency for Healthcare Research and Quality，AHRQ)在其所編纂的2006年度全國醫療保健品質報告（2006 National Healthcare Quality Report）還是作出了如下嚴肅的評估：

- 大多數的品質指標正在不斷改進，但發展變化的步伐仍舊顯得不緊不慢。
- 品質改進情況隨著診療環境和階段的不同而有所不同。
- 某些指标的改进速度得到了加速，而少数则继续显示出恶化的状况。
- 醫療保健服務品質的變異程度仍然居高不下。

Health Grades 2006年4月的研究结果表明，超过3%的Medicare住院病人经历过不良事件，且自2001年以来，病人安全事故的总数一直在上升。

## 倡导病人安全的组织机构
在美国国立医学研究院1999年“人非圣贤，孰能无过”的报告发表五年之后，该报告的几位作者再次重新回顾了他们的建议和病人安全的状况。他们发现，病人安全已经成为新闻记者、医疗保健专家以及公众的一个热门话题，但国家层次上的总体改善却比较难说。其中值得关注的则是对于态度和组织机构的影响。如今，很少再有医疗保健专业人员怀疑可预防型医疗损伤是不是一个严重的问题。该报告的核心思想，即导致大多数差错是糟糕的系统而不是差劲的人员，在病人安全工作中已经确立了地位。现在，一系列的组织机构正在推动着病人安全事业的发展。
政府机构
- 世界卫生组织

澳大利亚和新西兰
- 澳大利亚药品管理局（Therapeutic Goods Administration, TGA）
- 澳大利亚新西兰治疗产品管理 局（Australia New Zealand Therapeutic Products Authority，ANZTPA）

英国
- 全国病人安全管理署（国家病人安全署，国家病人安全机构,National Patient Safety Agency，NPSA）

荷兰
- VMS Zorg

美国
- 美国医疗保健研究与质量管理署（Agency for Healthcare Research and Quality，AHRQ）

- AHRQ病人安全网（AHRQ Patient Safety Network）

- 美国食品与药品管理局：用药差错（US Food and Drug Administration: Medication Errors）

组织机构
澳大利亚
- 澳大利亚病人安全基金会（Australian Patient Safety Foundation，APSF）

加拿大
- 加拿大病人安全研究所（Canadian Patient Safety Institute，CPSI）
- 加拿大医药行为安全协会（加拿大安全用药规范研究所，Institute for Safe Medication Practices Canada，ISMP Canada）

美国乔治亚州
- 乔治亚州病人安全同盟（Georgian Alliance for Patient Safety）

英国
- 国家健康与临床卓越研究院（National Institute for Health and Clinical Excellence）
- 健康基金会（Health Foundation）

美国
- 全国质量论坛（National Quality Forum）
- 医疗保健组织认可联合委员会（Joint Commission on Accreditation of Healthcare Organizations，JCAHO）
- Leapfrog工作组（Leapfrog Group）
- The Institute for Healthcare Improvement
- 全国病人安全基金会（National Patient Safety Foundation）

中国大陆
- 中国病人安全网 － 由中华人民共和国卫生部、世界卫生组织“加强病人安全管理和教育项目（英文：Strengthen Patient Safety Management and Education Project）”支持

台灣 
- 中華民國衛生福利部協助建立財團法人醫院評鑑暨醫療品質策進會

用药差错
- 澳大利亚药品管理局（Therapeutic Goods Administration, TGA）
- 美国药典（United States Pharmacopeia，USP）：病人安全与用药差错报告（Patient Safety and Medication Error Reporting）
- 美国安全用药规范研究院（Institute for Safe Medication Practices）

台灣 
財團法人醫院評鑑暨醫療品質策進會 （页面存档备份，存于）